# Ratchet & Clank 3
Ratchet & Clank: Up Your Arsenal (conocido como Ratchet & Clank 3 en Europa y África y Ratchet & Clank 3: Up Your Arsenal en Australia) es un videojuego de plataformas de disparos en tercera persona de 2004 desarrollado por Insomniac Games y publicado por Sony Computer Entertainment para la PlayStation 2. Es la tercera entrega de la serie Ratchet & Clank.
La jugabilidad es similar a los juegos anteriores de la serie e introduce características como un nuevo sistema de control y más niveles en el sistema de actualización de armas. Sigue la aventura de Ratchet y Clank a través de un universo ficticio para derrotar a un villano robótico, el Dr. Nefarious, que pretende destruir toda la vida orgánica. Se presentan personajes como el Dr. Nefarious y Sasha, un capitán de una nave espacial cazadora que ayuda a Ratchet durante todo el juego, y varios personajes regresan del Ratchet & Clank original.
Up Your Arsenal es el primero de la serie que ofrece multijugador en línea y también para un jugador. El servicio finalizó para PlayStation 2 en junio de 2012 y para PlayStation 3 en febrero de 2018. El modo multijugador presenta tres modos de juego diferentes disponibles en todos los mapas y tiene una selección de armas del juego para un jugador. Además del modo multijugador, tiene muchas otras diferencias con respecto a sus predecesores, como gráficos de mayor calidad, mundos más grandes y vehículos manejables. El elenco de voces del juego anterior regresa como sus respectivos personajes, y se contrataron nuevos actores para dar voz a los nuevos personajes.
El juego recibió elogios de la crítica tras su lanzamiento, obteniendo una puntuación de revisión promedio del 91% en Metacritic. Le siguió una secuela independiente, Ratchet: Deadlocked.

## Trama
Ratchet se encuentra disfrutando de un merecido descanso junto a su compañero Clank en el apartamento de Megápolis, cuando se enteran por las noticias del canal 64 de que su planeta de natal, Veldin, está siendo atacado por una raza de feroces guerreros alienígenas, llamados tiranoides. Así, Ratchet y Clank vuelven a la Galaxia Solana solo para enterarse de que todo forma parte de un maquiavélico plan del Dr. Nefarius, un robot que odia especialmente a las formas de vida orgánicas (a pesar de revelarse en los videocómics que él fue humano) y que pretende acabar con todos los seres vivos de la galaxia. Sasha, capitana de la Nave Fénix (y de quien Ratchet se enamora, y al parecer viceversa), manda a Ratchet por orden de su padre (el Presidente Galáctico) al planeta Florana, a por el único hombre que ha sobrevivido a un encuentro con Nefarius. Ratchet va, solo para encontrarse con el Capitán Qwark, que ha perdido la memoria y se cree mono, junto a su propio mono-compañero Skrunch (aunque posteriormente recupera la memoria al ver un videocomic). Ahora, Ratchet deberá enfrentarse a misiones de la Guardia, luchar contra Clunk (el clon malvado de Clank) y sabotear el plan de Nefarius, con la ayuda de la Guardia y la Fuerza Q, cada integrante con una habilidad: Qwark (el líder), Helga (la fortaleza), Al (domina la electrónica), Skrunch (el mono con habilidad) y Skidd "La sombra" (nervios de acero). Al explotar la nave que salió del puerto de Zeldrin, se cree que Qwark está muerto; sin embargo, se había retirado a su escondite por temor a morir. Luego de salir del escondite, regresan de emergencia a la Fénix, pues está siendo atacada; aquí les avisan que el bioaniquilador se está recargando en el planeta Koros. Al destruirlo, Sasha les revela que Al descifró el Plan de Nefarius, y que habían construido un segundo bioaniquilador aún más poderoso. Al final, Qwark regresa con la nave flotante para ayudar a destruir al bioaniquilador. Después de vencer al bioaniquilador (la máquina de Nefarius que convertía a los seres vivos en robots), Nefarius y Lawrence se teletransportan rápidamente a un asteroide a millones de años luz, pues la autodestrucción de la cabeza del bioaniquilador se adelantó, pero al no escoger un lugar específico para teletransportarse, se avería el teletransportador y no funcionará hasta dentro de 5 o 10 millones de años, dejando así en paz al universo.